# Williams FW30
De Williams FW30 is een Formule 1-auto die gebruikt werd door Williams in het seizoen 2008. De wagen werd op 21 januari 2008 voorgesteld op het Circuit Ricardo Tormo Valencia. Het is grotendeels een evolutie van de wagen die in het seizoen 2007 werd gebruikt, de Williams FW29.
In de eerste race van het seizoen, de Grand Prix van Australië, scoorden beide rijders onmiddellijk punten met de FW30: Nico Rosberg eindigde op een derde plaats en stond op het podium terwijl Kazuki Nakajima zesde werd en zijn eerste punten in de Formule 1 behaalde. Hierna werden de resultaten een stuk minder voor het team en op een tweede plaats voor Rosberg in de Grand Prix van Singapore na, stond het team niet meer op het podium. Uiteindelijk finishte Williams achtste in het constructeurskampioenschap met 26 punten.

## Resultaten
| Resultaat                       |
| ------------------------------- |
| Winnaar                         |
| Tweede plaats                   |
| Derde plaats                    |
| Gefinisht (punten behaald)      |
| Gefinisht (geen punten behaald) |
| Niet geklasseerd (NC)           |
| Uitgevallen (DNF)               |
| Niet gekwalificeerd (DNQ)       |
| Gediskwalificeerd (DSQ)         |
| Niet gestart (DNS)              |
| Gewond (INJ)                    |
| Uitgesloten (EX)                |
| Teruggetrokken (WD)             |
| Niet deelgenomen (blanco cel)   |
| P Pole position                 |
| S Snelste ronde                 |

| Jaar | Chassis       | Motor         | Banden | Coureurs        | 1   | 2   | 3   | 4   | 5   | 6   | 7   | 8   | 9   | 10  | 11  | 12  | 13  | 14  | 15  | 16  | 17  | 18  | Punten | WK-plaats |
| ---- | ------------- | ------------- | ------ | --------------- | --- | --- | --- | --- | --- | --- | --- | --- | --- | --- | --- | --- | --- | --- | --- | --- | --- | --- | ------ | --------- |
| 2008 | Williams FW30 | Toyota RVX-08 | B      |                 | AUS | MAL | BHR | SPA | TUR | MON | CAN | FRA | GBR | DUI | HON | EUR | BEL | ITA | SIN | JPN | CHN | BRA | 26     | 8         |
| 2008 | Williams FW30 | Toyota RVX-08 | B      | Nico Rosberg    | 3   | 14  | 8   | DNF | 8   | DNF | 10  | 16  | 9   | 10  | 14  | 8   | 12  | 14  | 2   | 11  | 15  | 12  | 26     | 8         |
| 2008 | Williams FW30 | Toyota RVX-08 | B      | Kazuki Nakajima | 6   | 17  | 14  | 7   | DNF | 7   | DNF | 15  | 8   | 14  | 13  | 15  | 14  | 12  | 8   | 15  | 12  | 17  | 26     | 8         |
| Jaar | Chassis       | Motor         | Banden | Coureurs        | 1   | 2   | 3   | 4   | 5   | 6   | 7   | 8   | 9   | 10  | 11  | 12  | 13  | 14  | 15  | 16  | 17  | 18  | Punten | WK-plaats |